# ユンボギの日記
『ユンボギの日記』（ユンボギのにっき、저 하늘에도 슬픔이）は、韓国に住んでいた少年（イ・ユンボ（ッ）ク、李潤福）が、1963年6月から1964年1月まで記した日記。1964年に書籍として刊行された。ユンボギが貧しい中、多くの人々に支えられ、逞しく成長していく姿が描き出されている。
日本でも子供向けの翻訳が出版され、広く読まれた。「ユンボギ」（Yun-Bogi）の「i」は韓国で子音に終わる名前を呼ぶ時に付けるもので、通常は親しい関係や目下の相手にだけ用いる。

## ストーリー
小学校4年生のユンボギは、母が父との不仲で家を出てしまい、父は病気のため仕事ができず、妹2人と弟1人の面倒を見ながら物乞い同然の生活を送っている。ユンボギは、いつも母が帰って来てほしいと願いながら、日記を綴る。貧しさに苦しみながらも担任の先生や同級生の同情に感謝し、非行に走らず、懸命に生きている。ある日、妹のスンナが貧しさに耐えかねて家出してしまい、ユンボギは更に孤独を感じ、いつか母とスンナを探しに行きたいと望む。

## エピソード
日本語に訳されて一般の出版物として刊行された最初の朝鮮文学である。本書の刊行当時、日本国内で韓国人の名前が現地読みで表記されることは珍しく、あまり知られていなかった朴正煕政権下での大韓民国の実情をも、日本に伝えた。元になった日記はハングルで書かれているが、原稿となった日記は当時から一般化していた横書きではなく、縦書きであったそうである。
主人公・ユンボギは、大邱出身であるため、慶尚北道方言がかなり使われているが、日本語訳（塚本勲）の際には方言を極力排除して、標準語に従った発音と意味で訳されている。
イ・ユンボクはその後、1990年1月に38歳の若さで逝去。「日記」以後の生涯や遺稿は『ユンボギが逝って』（白帝社、 1993年）に納められている。
本書を日本で最初に発行した太平出版社（2003年10月に倒産）は在日朝鮮人が経営する出版社で、北朝鮮擁護の本を数多く出版している。また、本書を出版したのは、韓国を貶める意図があったのではないか、と推測されている。

## 邦訳
日本での初訳は1965年。当時は割愛された箇所があった。イ・ユンボクの没後、著作権などの問題から日韓双方で出版できない状態となったが、ユンボクの娘が著作権継承者となり、韓国では2004年に再刊され、日本では2006年に完訳版が刊行された。
- 『ユンボギの日記  あの空にも悲しみが』（太平出版社、1965年）

李潤福 / 塚本勲訳
- 『あの空にも悲しみが 完訳 ユンボギの日記』（評言社、2006年、ISBN 482820508X）

イ・ユンボック / 塚本勲訳

## 映像作品
韓国では過去3度映画化されている。

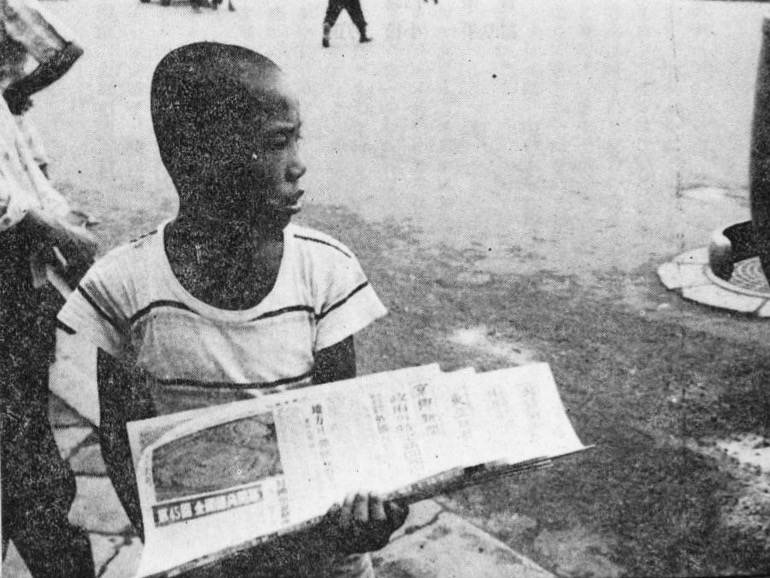
大島渚が監督した『ユンボギの日記』（1965年）

日本では1965年に大島渚により映画化された。ただし、これは作品の内容をそのまま映画化したのではなく、大島がテレビドキュメンタリーの仕事で訪韓した際に撮影した写真に本作の朗読を付加した、24分の短編作品である。編集を担当した浦岡敬一（1930 - 2008）は本作について生前、「編集によって、静止画でも映画になりうることを実証することができた。ユンボギが生きて見えたら私の勝ちだと思った。様々なモンタージュ理論を深めて行くきっかけとなった作品である」とコメントしている。また、大島は本作の「スチル写真をフィルムで撮影して映画にする」という手法を、2年後の『忍者武芸帳』でも使用した。
- スタッフ
  - 製作・監督・脚本・写真：大島渚
  - 撮影：川又昻
  - 音楽：内藤孝敏
  - 編集：浦岡敬一
  - 協力：篠崎敏男・吉岡潤・佐々木守・山口卓治
- 出演
  - 語り：小松方正

## 参考図書
＊李潤福, 許英燮著1993『ユンボギが逝って : 青年ユンボギと遺稿集」 塚本勲, 金容権共訳.白帝社 .6